# Escot
Pour les articles homonymes, voir Escot.
Pour les articles ayant des titres homophones, voir Escaut et Esko.
Escot est une commune française, située dans le département des Pyrénées-Atlantiques en région Nouvelle-Aquitaine.

## Géographie

### Localisation
La commune d'Escot se trouve dans le département des Pyrénées-Atlantiques, en région Nouvelle-Aquitaine.
La commune fait partie de la vallée d'Aspe.
Elle se situe à 48,4 km par la route de Pau, préfecture du département, et à 16,1 km d'Oloron-Sainte-Marie, sous-préfecture.
Les communes les plus proches sont : 
Sarrance (2,9 km), Lurbe-Saint-Christau (4,1 km), Asasp-Arros (5,1 km), Issor (5,3 km), Lourdios-Ichère (5,7 km), Eysus (7,1 km), Bedous (8,5 km), Gurmençon (8,9 km).
Sur le plan historique et culturel, Escot fait partie de la province du Béarn, qui fut également un État et qui présente une unité historique et culturelle à laquelle s’oppose une diversité frappante de paysages au relief tourmenté.

### Communes limitrophes
Les communes limitrophes sont Asasp-Arros, Bilhères, Lurbe-Saint-Christau, Oloron-Sainte-Marie, Sarrance et Arudy.
| Lurbe-Saint-Christau | Oloron-Sainte-Marie | Arudy (par un quadripoint) |
| Asasp-Arros          | Escot               | Bilhères                   |
|                      | Sarrance            |                            |

### Hydrographie

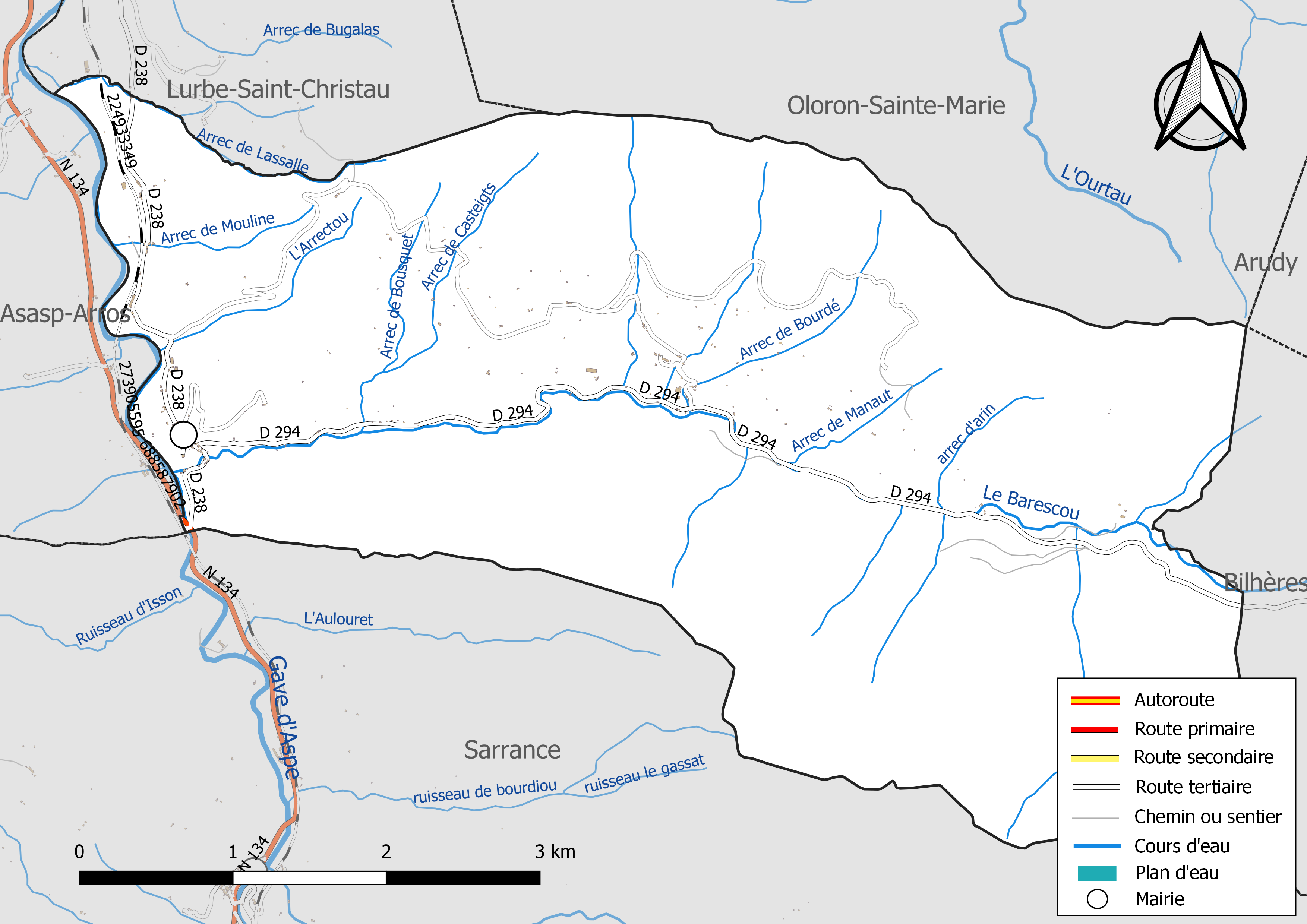
Réseaux hydrographique et routier d'Escot.

La commune est drainée par le gave d'Aspe, le Barescou, arrec d'arin, Arrec de Bourdé, Arrec de Bousquet, Arrec de Casteigts, Arrec de Lassalle, Arrec de Manaut, Arrec de Mouline, L'Arrectou, le ruisseau de Bourdiou, et par divers petits cours d'eau, constituant un réseau hydrographique de 33 km de longueur totale,.
Le gave d'Aspe, d'une longueur totale de 58,1 km, prend sa source dans le cirque d'Aspe, au pied du Mont Aspe (2 643 m), en Espagne, et s'écoule du sud vers le nord. Il traverse la commune et se jette dans le gave d'Oloron à Oloron-Sainte-Marie, après avoir traversé 17 communes.

### Climat
Pour des articles plus généraux, voir Climat de la Nouvelle-Aquitaine et Climat des Pyrénées-Atlantiques.
Historiquement, la commune est exposée à un climat de montagne.  
En 2020, Météo-France publie une typologie des climats de la France métropolitaine dans laquelle la commune est toujours exposée à un climat de montagne et est dans la région climatique Pyrénées atlantiques, caractérisée par une pluviométrie élevée (>1 200 mm/an) en toutes saisons, des hivers très doux (7,5 °C en plaine) et des vents faibles.
Pour la période 1971-2000, la température annuelle moyenne est de 12,2 °C, avec une amplitude thermique annuelle de 13,3 °C. Le cumul annuel moyen de précipitations est de 1 618 mm, avec 11,2 jours de précipitations en janvier et 9,6 jours en juillet. Pour la période 1991-2020, la température moyenne annuelle observée sur la station météorologique la plus proche, située sur la commune d'Oloron-Sainte-Marie à 13 km à vol d'oiseau, est de 13,1 °C et le cumul annuel moyen de précipitations est de 1 491,4 mm,. Pour l'avenir, les paramètres climatiques de la commune estimés pour 2050 selon différents scénarios d’émission de gaz à effet de serre sont consultables sur un site dédié publié par Météo-France en novembre 2022.

### Milieux naturels et biodiversité

#### Espaces protégés
La protection réglementaire est le mode d’intervention le plus fort pour préserver des espaces naturels remarquables et leur biodiversité associée,.
Dans ce cadre, la commune fait partie de la zone cœur et de l'aire d'adhésion du Parc National des Pyrénées. Créé en 1967 et d'une superficie de 45 806 ha, ce parc abrite une faune riche et spécifique particulièrement intéressante : importantes populations d’isards, colonies de marmottes réimplantées avec succès, grands rapaces tels le Gypaète barbu, le Vautour fauve, le Percnoptère d’Égypte ou l’Aigle royal, le Grand tétras et le discret Desman des Pyrénées qui constitue l’exemple type de ce précieux patrimoine confié au Parc national et aussi l'Ours des Pyrénées,.

#### Réseau Natura 2000
Le réseau Natura 2000 est un réseau écologique européen de sites naturels d'intérêt écologique élaboré à partir des Directives « Habitats » et « Oiseaux », constitué de zones spéciales de conservation (ZSC) et de zones de protection spéciale (ZPS).
Un site Natura 2000 a été défini sur la commune au titre de la « directive Habitats » : « le gave d'Aspe et le Lourdios (cours d'eau) », d'une superficie de 1 595 ha, un vaste réseau de torrents d'altitude et de cours d'eau de coteaux à très bonne qualité des eaux,.

#### Zones naturelles d'intérêt écologique, faunistique et floristique
L’inventaire des zones naturelles d'intérêt écologique, faunistique et floristique (ZNIEFF) a pour objectif de réaliser une couverture des zones les plus intéressantes sur le plan écologique, essentiellement dans la perspective d’améliorer la connaissance du patrimoine naturel national et de fournir aux différents décideurs un outil d’aide à la prise en compte de l’environnement dans l’aménagement du territoire.
Trois ZNIEFF de type 1 sont recensées sur la commune, : 
- les « Crêtes et pentes du pic Mail Arrouy » (1 035,79 ha), couvrant 5 communes du département[24] ;
- le « massif calcaire du pic Roumandares au sommet de Houndarete, bois de la pene d'Escot, bois d'Aran et bois de Gey » (6 133,51 ha), couvrant 5 communes du département[25],
- le « réseau hydrographique du gave d'Aspe et ses rives » (1 207,81 ha), couvrant 23 communes du département[26] ;

et deux ZNIEFF de type 2,, : 
- le « réseau hydrographique du gave d'Oloron et de ses affluents » (6 885,32 ha), couvrant 114 communes dont 2 dans les Landes et 112 dans les Pyrénées-Atlantiques[27] ;
- la « vallée d'Aspe » (54 924,87 ha), couvrant 22 communes du département[28].

## Urbanisme

### Typologie
Au 1er janvier 2024, Escot est catégorisée commune rurale à habitat très dispersé, selon la nouvelle grille communale de densité à sept niveaux définie par l'Insee en 2022.
Elle est située hors unité urbaine. Par ailleurs la commune fait partie de l'aire d'attraction d'Oloron-Sainte-Marie, dont elle est une commune de la couronne,. Cette aire, qui regroupe 44 communes, est catégorisée dans les aires de moins de 50 000 habitants,.

### Occupation des sols

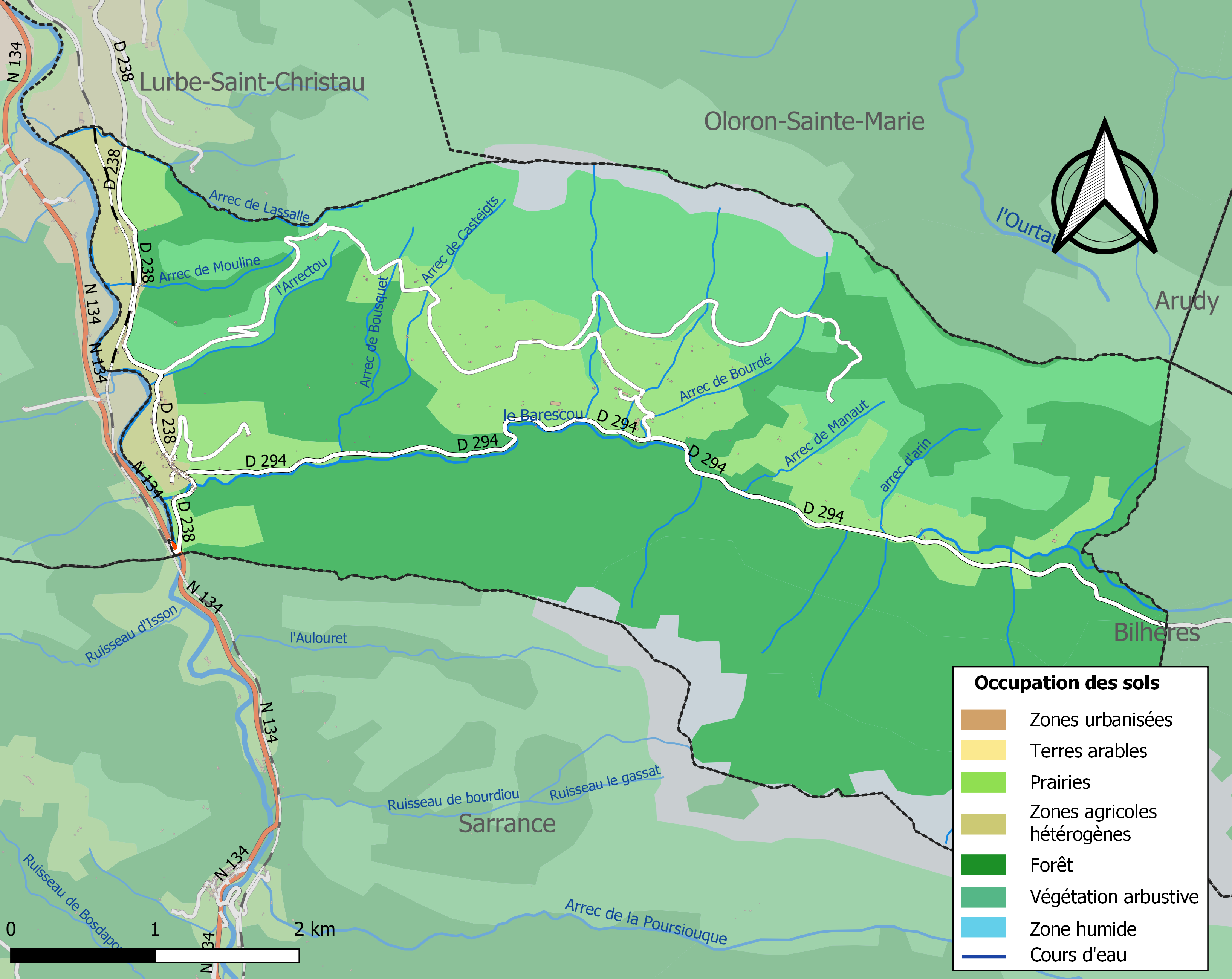
Carte des infrastructures et de l'occupation des sols de la commune en 2018 (CLC).

L'occupation des sols de la commune, telle qu'elle ressort de la base de données européenne d’occupation biophysique des sols Corine Land Cover (CLC), est marquée par l'importance des forêts et milieux semi-naturels (80,9 % en 2018), une proportion sensiblement équivalente à celle de 1990 (81,7 %). La répartition détaillée en 2018 est la suivante : 
forêts (54,3 %), milieux à végétation arbustive et/ou herbacée (21,3 %), prairies (16,2 %), espaces ouverts, sans ou avec peu de végétation (5,4 %), zones agricoles hétérogènes (2,9 %). L'évolution de l’occupation des sols de la commune et de ses infrastructures peut être observée sur les différentes représentations cartographiques du territoire : la carte de Cassini (XVIIIe siècle), la carte d'état-major (1820-1866) et les cartes ou photos aériennes de l'IGN pour la période actuelle (1950 à aujourd'hui).

### Lieux-dits, écarts et hameaux

#### Lieux-dits
- Arrouy
- Barescou
- Bourdalat
- Brouqua
- Mailh
- La Pène

#### Hameaux et écarts
- Annan
- Bergeras
- Caillavé
- Camsuzon
- Coig
- Escoubes
- Lartigau
- Lasserre
- Lauda
- L'Escoulié
- Mougnague
- Pelous
- Pouquette
- Sarthou
- Village

### Risques majeurs
Le territoire de la commune d'Escot est vulnérable à différents aléas naturels : météorologiques (tempête, orage, neige, grand froid, canicule ou sécheresse), inondations, feux de forêts, mouvements de terrains et séisme (sismicité moyenne). Un site publié par le BRGM permet d'évaluer simplement et rapidement les risques d'un bien localisé soit par son adresse soit par le numéro de sa parcelle.
Certaines parties du territoire communal sont susceptibles d’être affectées par le risque d’inondation par une crue torrentielle ou à montée rapide de cours d'eau, notamment le gave d'Aspe. La commune a été reconnue en état de catastrophe naturelle au titre des dommages causés par les inondations et coulées de boue survenues en 1982 et 2009,.
Escot est une des communes françaises les plus exposées au risque de feu de forêt : entre 2008 et 2024, 5.9% de son territoire a brûlé chaque année en moyenne. En 2020, le premier plan de protection des forêts contre les incendies (PDPFCI) a été adopté pour la période 2020-2030. La réglementation des usages du feu à l’air libre et les obligations légales de débroussaillement dans le département des Pyrénées-Atlantiques font l'objet d'une consultation de public ouverte du 16 septembre au 7 octobre 2022,.
Les mouvements de terrains susceptibles de se produire sur la commune sont des affaissements et effondrements liés aux cavités souterraines (hors mines). Afin de mieux appréhender le risque d’affaissement de terrain, un inventaire national permet de localiser les éventuelles cavités souterraines sur la commune.

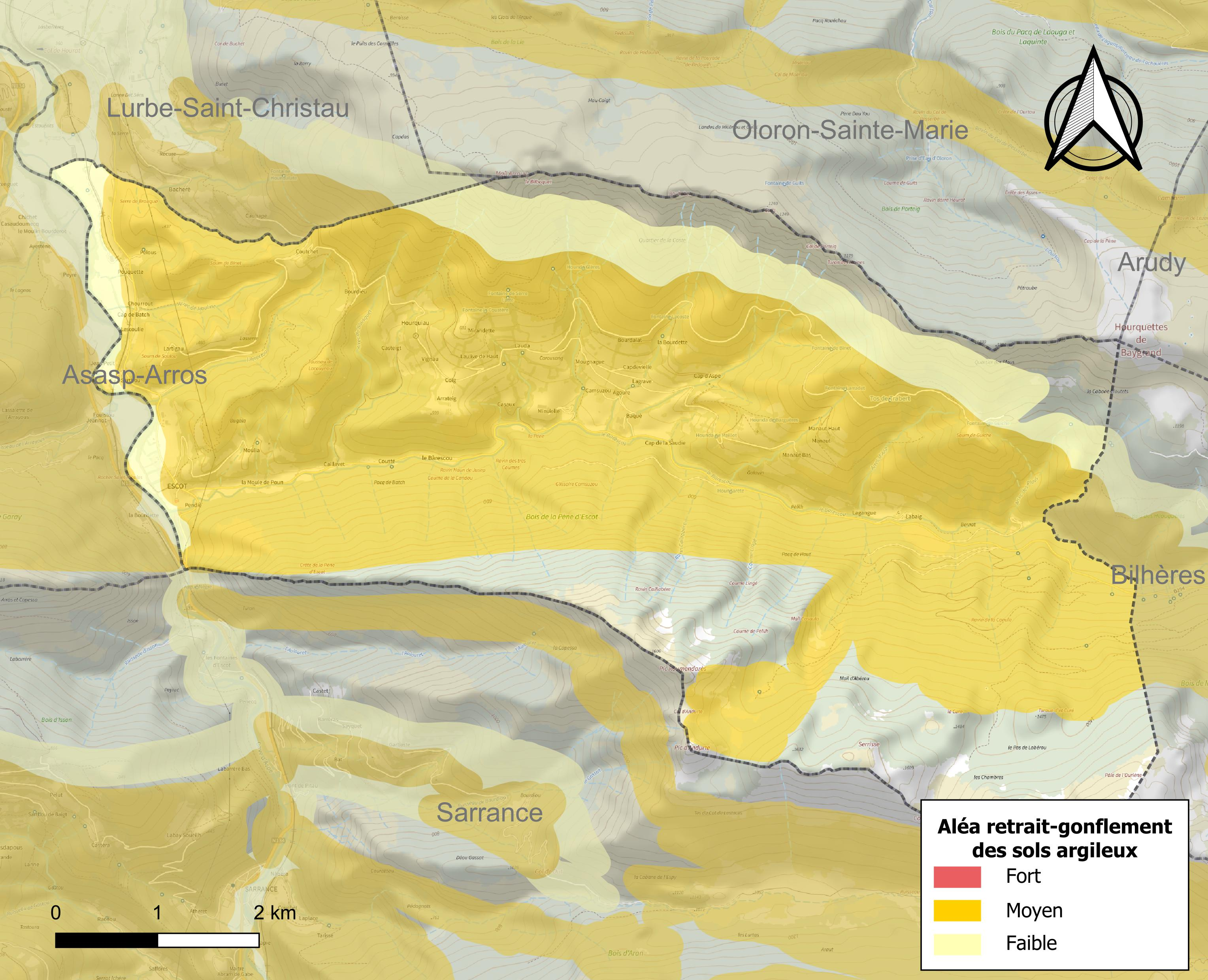
Carte des zones d'aléa retrait-gonflement des sols argileux d'Escot.

Le retrait-gonflement des sols argileux est susceptible d'engendrer des dommages importants aux bâtiments en cas d’alternance de périodes de sécheresse et de pluie. 70,4 % de la superficie communale est en aléa moyen ou fort (59 % au niveau départemental et 48,5 % au niveau national). Depuis le 1er octobre 2020, en application de la loi ELAN, différentes contraintes s'imposent aux vendeurs, maîtres d'ouvrages ou constructeurs de biens situés dans une zone classée en aléa moyen ou fort,.

## Toponymie
Le toponyme Escot apparaît sous les formes 
Scot (1096, titres de Barcelone), 
Eschot (1154, titres de Barcelone), 
Sancta Maria d'Escot (1618, insinuations du diocèse d'Oloron) et 
Ascot (1675, réformation de Béarn).
Les Écossais, nommés Scottius par les Gallo-romains, ont donné leur nom à Escot.[réf. nécessaire]
Son nom béarnais est Escòt ou Escot.

## Histoire
En 1385, Escot comptait 8 feux et dépendait du bailliage d'Aspe.
De 1766 à 1776, la Marine royale entretint un "port" sur le gave d'Aspe à Escot pour transporter par radeau les produits issus de l'exploitation de la forêt du Benou (Bielle et Bilhères). Les radeaux descendaient le Gave jusqu'à Oloron puis Bayonne. Les produits extraits de la forêt du Benou étaient constitués de mâtereaux, espars et manches de gaffe, tous en sapin. Ils étaient véhiculés vers le port d’Escot via le col de Marie-Blanque. Certaines cartes du XVIIIe siècle mentionnent le "chemin de la mature du Benou" entre le col de Marie-Blanque et le village d'Escot.

## Politique et administration
| Période | Période  | Identité         | Étiquette | Qualité |
| ------- | -------- | ---------------- | --------- | ------- |
| 1995    | 2001     | Jean Ladarré     |           |         |
| 2001    | 2014     | Patrick Mousquès | DVG       |         |
| 2014    | En cours | Alain Camsusou   |           |         |

### Intercommunalité
La commune fait partie de six structures intercommunales :
- la communauté de communes du Haut Béarn ;
- le syndicat d’énergie des Pyrénées-Atlantiques ;
- le syndicat de regroupement pédagogique des communes de Lurbe et d'Asasp-Arros ;
- le syndicat intercommunal d'aide matérielle à la scolarisation en Vallée d'Aspe ;
- le syndicat mixte des gaves d’Oloron - Aspe - Ossau et de leurs affluents ;
- le syndicat mixte du Haut-Béarn.

## Population et société

### Démographie
L'évolution du nombre d'habitants est connue à travers les recensements de la population effectués dans la commune depuis 1793. Pour les communes de moins de 10 000 habitants, une enquête de recensement portant sur toute la population est réalisée tous les cinq ans, les populations de référence des années intermédiaires étant quant à elles estimées par interpolation ou extrapolation. Pour la commune, le premier recensement exhaustif entrant dans le cadre du nouveau dispositif a été réalisé en 2008.

En 2022, la commune comptait 120 habitants, en évolution de −6,98 % par rapport à 2016 (Pyrénées-Atlantiques : +3,78 %, France hors Mayotte : +2,11 %).
| 1793 | 1800 | 1806 | 1821 | 1831 | 1836 | 1841 | 1846 | 1851 |
| ---- | ---- | ---- | ---- | ---- | ---- | ---- | ---- | ---- |
| 660  | 571  | 674  | 781  | 820  | 812  | 760  | 769  | 688  |

| 1856 | 1861 | 1866 | 1872 | 1876 | 1881 | 1886 | 1891 | 1896 |
| ---- | ---- | ---- | ---- | ---- | ---- | ---- | ---- | ---- |
| 750  | 750  | 705  | 664  | 590  | 577  | 555  | 523  | 510  |

| 1901 | 1906 | 1911 | 1921 | 1926 | 1931 | 1936 | 1946 | 1954 |
| ---- | ---- | ---- | ---- | ---- | ---- | ---- | ---- | ---- |
| 514  | 508  | 466  | 379  | 363  | 328  | 289  | 224  | 216  |

| 1962 | 1968 | 1975 | 1982 | 1990 | 1999 | 2006 | 2008 | 2013 |
| ---- | ---- | ---- | ---- | ---- | ---- | ---- | ---- | ---- |
| 209  | 150  | 130  | 126  | 122  | 105  | 124  | 129  | 132  |

| 2018 | 2022 | - | - | - | - | - | - | - |
| ---- | ---- | - | - | - | - | - | - | - |
| 124  | 120  | - | - | - | - | - | - | - |

## Économie
L'économie de la commune est essentiellement orientée vers l'agriculture et l'élevage, ainsi que l'exploitation forestière.
Escot fait partie de la zone d'appellation de l'ossau-iraty.

## Culture locale et patrimoine

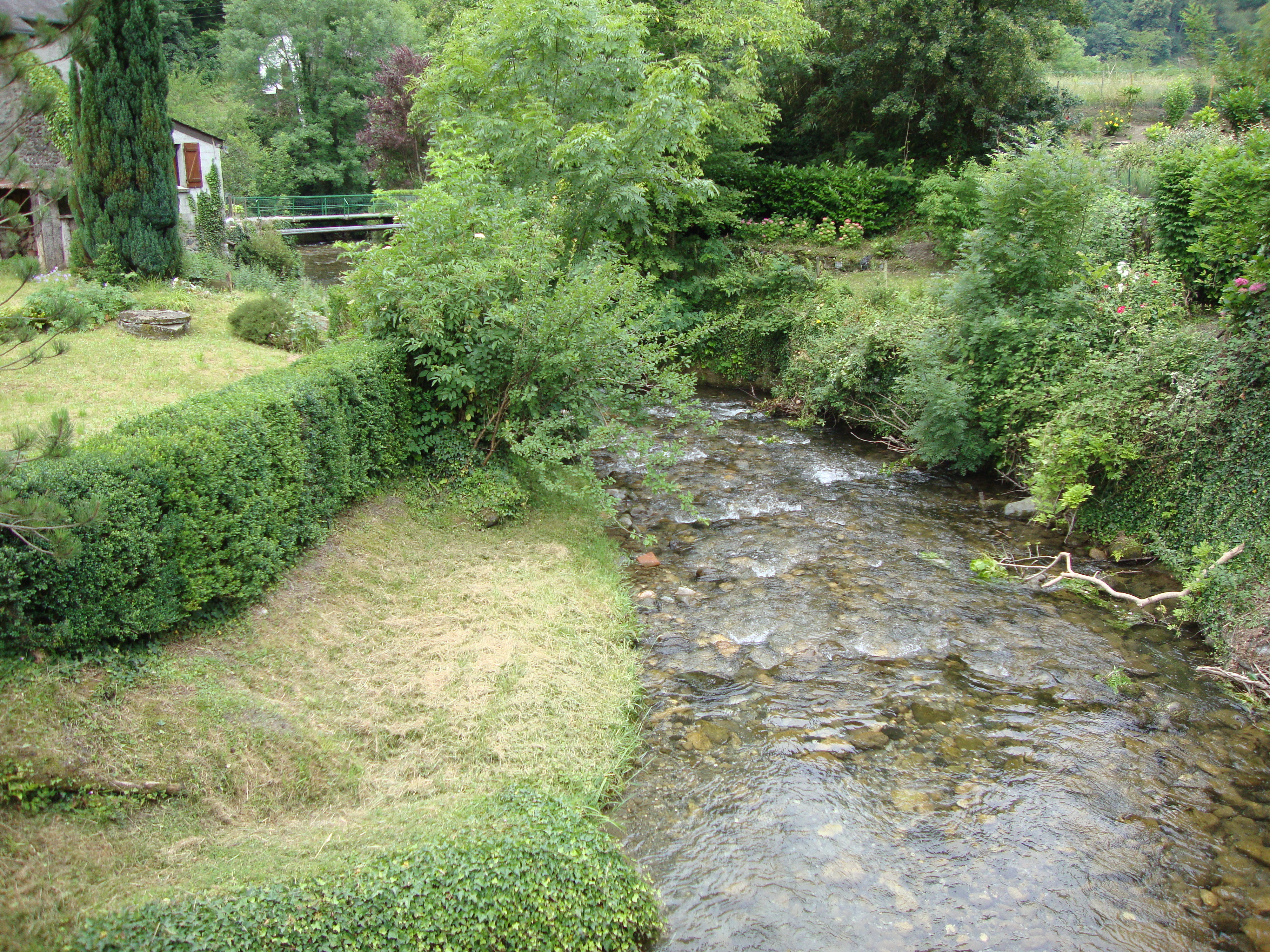
Le Barescou à Escot.
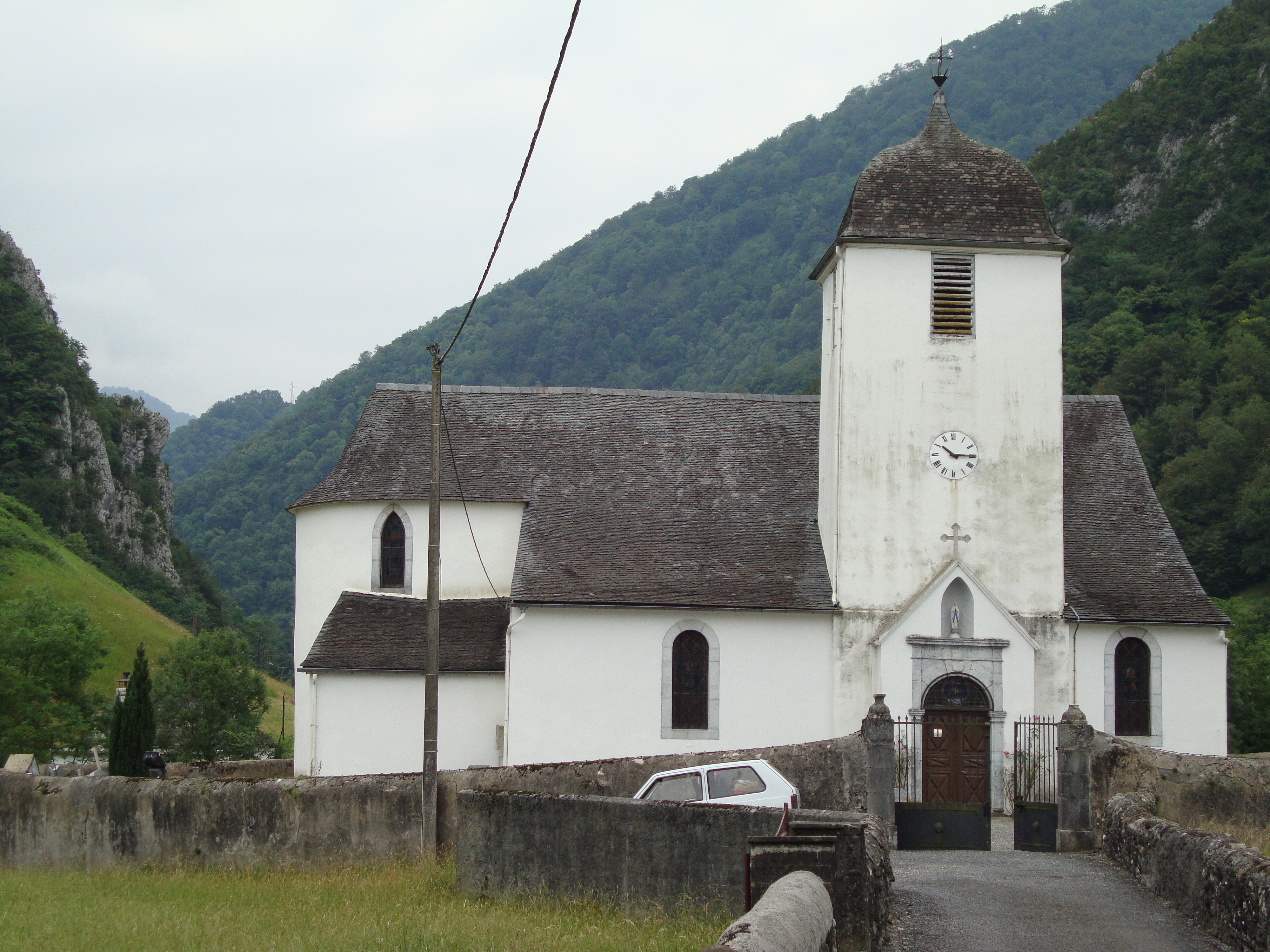
Église de l'Assomption-de-la-Bienheureuse-Vierge-Marie.
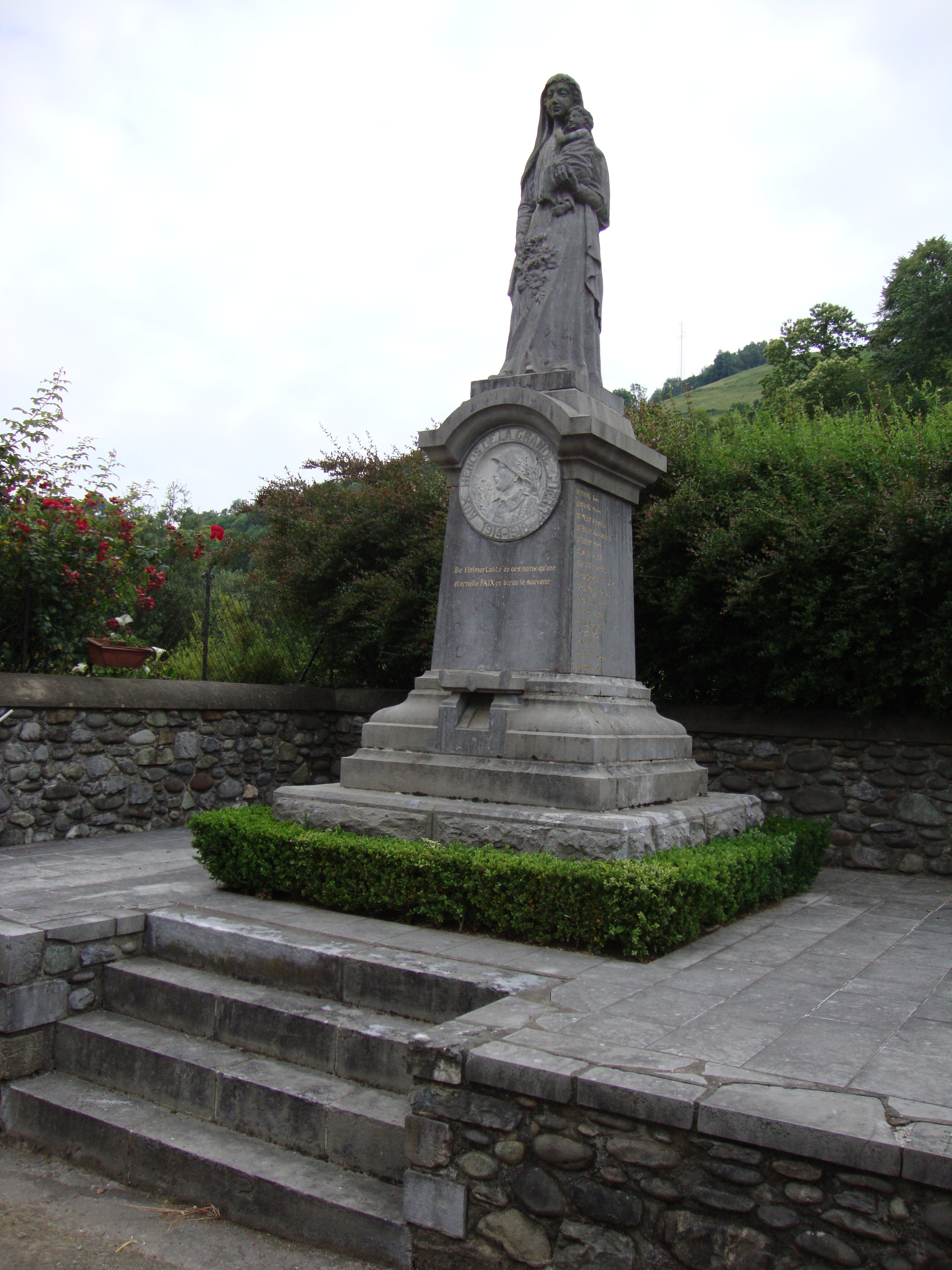
Monument aux morts.
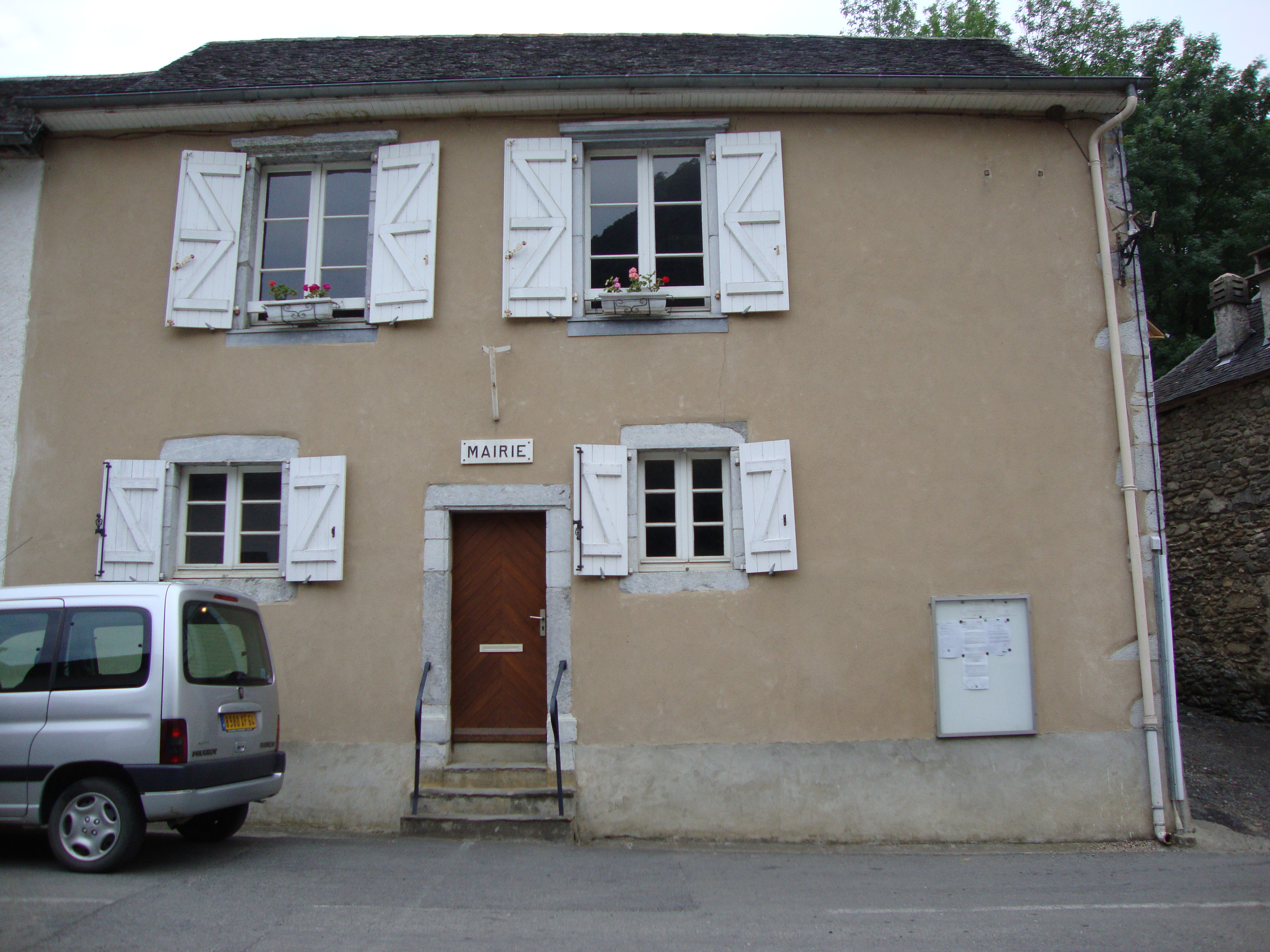
Mairie.
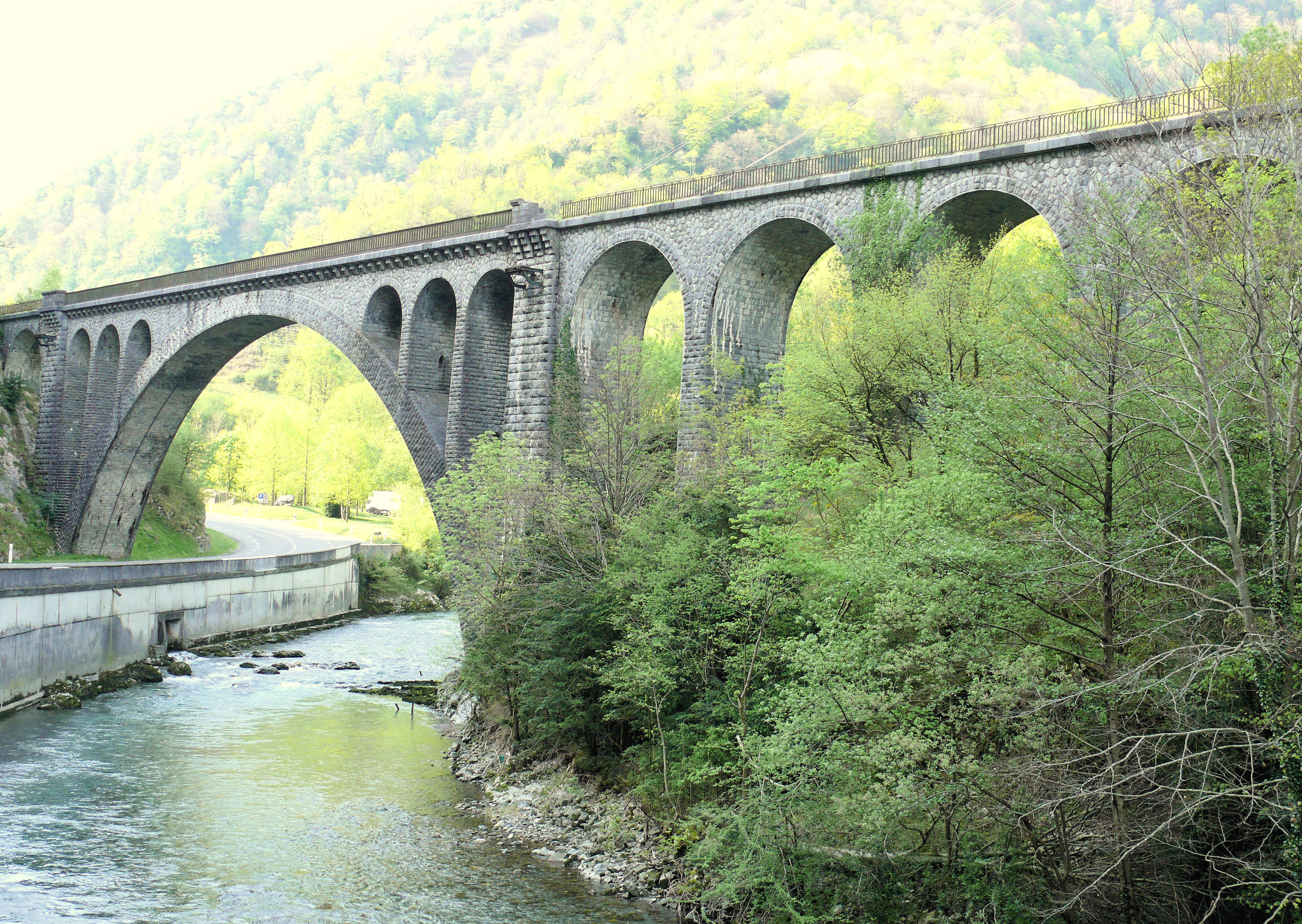
Viaduc d'Escot.

La commune a organisé en 2010 un rassemblement franco-espagnol sur le thème de la "fête de l'agneau", conjointement avec des agriculteurs béarnais.

### Patrimoine civil
- Maisons du XVIIe siècle.
- Gare sur la ligne Pau-Canfranc, fermée au trafic depuis 1970.
- Inscription mentionnant la voie romaine menant de Saragosse vers l'Aquitaine sur le rocher dit Pène d'Escot.
- Viaduc d'Escot, construit entre 1908 et 1909, pour permettre le franchissement du gave d'Aspe par la ligne de chemin de fer Pau-Canfranc[57].

### Patrimoine religieux
- Église paroissiale de l'Assomption-de-la-Bienheureuse-Vierge-Marie, fin XVIIe et XIXe siècles.
- Étape sur la via Tolosane, nom latin d'un des quatre chemins de France du pèlerinage de Saint-Jacques-de-Compostelle.

## Événements sportifs
La commune se situe sur le trajet de la 16e étape du Tour de France 2007 qui a eu lieu le 25 juillet 2007. Le parcours de 218 kilomètres relia Orthez à Gourette - col d'Aubisque.